# Zbigniew Karpowicz
Zbigniew Karpowicz (ur. 11 grudnia 1932 w Łodzi) – polski operator filmowy oraz reżyser filmów dokumentalnych, wykładowca akademicki, profesor sztuki filmowej.

## Życiorys
Ukończył studia na Wydziale Operatorskim Państwowej Wyższej Szkoły Filmowej w Łodzi (dyplom w 1959 roku). W latach 1969–1972 wykładał w Cairo Higher Cinema Institute w Kairze. Po powrocie do kraju, od 1972 roku jest wykładowcą na Wydziale Operatorskim i Realizacji łódzkiej "Filmówki", gdzie w 1995 roku otrzymał tytuł profesora sztuki filmowej. Od 1968 roku należy do Stowarzyszenia Filmowców Polskich, gdzie w latach 2007-2011 zasiadał w Zarządzie Głównym. Ponadto w latach 1963-1982 był członkiem Stowarzyszenia Dziennikarzy Polskich.
Jako operator i reżyser, w latach 1955-1995 był związany z Wytwórnią Filmów Dokumentalnych i Fabularnych w Warszawie, gdzie zrealizował ponad 90 filmów dokumentalnych. Był również członkiem zespołu operatorów Polskiej Kroniki Filmowej. Jako pilot szybowcowy, zajmował się tematyką zdjęć lotniczych, konstruując urządzenia służące do ich wykonywania.

## Nagrody i odznaczenia
- z zespołem operatorów Polskiej Kroniki Filmowej:
  - 1958 - II nagroda na III Międzynarodowej Wystawie Aktualności Filmowych w Wenecji
  - 1962 - Grand Prix w kategorii aktualności filmowych na XV Międzynarodowym Festiwalu Filmowym w Cannes
  - 1963 - Złote Wrota za najlepsze zdjęcia na VI Międzynarodowym Festiwalu Filmowym w San Francisco
  - 1965 - I nagroda w kategorii kronik filmowych na Międzynarodowym Festiwalu Filmów Krótkometrażowych w Oberhausen
- indywidualne:
  - 1965 - Nagroda I stopnia Ministerstwa Kultury i Sztuki za całokształt osiągnięć
  - 1980 - Dyplom i Medal Stowarzyszenia Dziennikarzy Polskich za 25 lat pracy dziennikarskiej
  - 1985 - Brązowa odznaka "Zasłużony Pracownik WFD"
  - 2005 - Krzyż Oficerski Orderu Odrodzenia Polski
  - 2015 - Nagroda Stowarzyszenia Filmowców Polskich

## Filmografia (filmy fabularne)
- Sprawa pilota Maresza (1958) - współpraca operatorska
- Kulig (1968) - zdjęcia